# Christian Müller-Roterberg
Christian Müller-Roterberg (* 25. September 1972) ist ein deutscher Hochschullehrer im Bereich Technologie- und Innovationsmanagement sowie Entrepreneurship an der Hochschule Ruhr West in Mülheim an der Ruhr.

## Leben und Wirken
Müller-Roterberg erhielt sein Diplom an der Technischen Universität Braunschweig, für seine Diplomarbeit verbrachte er ein Jahr in den USA am Massachusetts Institute of Technology (MIT). Seine betriebswirtschaftliche Promotion schrieb er an der Technischen Universität Hamburg am Institut für Technologie- und Innovationsmanagement.
Er war Beauftragter für den Technologie-Transfer an der Charité in Berlin. Dort betreute er Unternehmensgründer und beriet zum Thema Patente. Durch ein Fernstudium Gewerbliche Schutzrechte hatte er sich in diesem Bereich fortgebildet.
Anschließend arbeitete er im Bundesministerium für Bildung und Forschung, wo er die Förderung von Forschungsprojekten – insbesondere mit Blick auf Unternehmensgründungen sowie Kooperationen zwischen Wirtschaft und Wissenschaft – verantwortete.
Seit 2012 ist Müller-Roterberg Professor an der Hochschule Ruhr West und als Studiengangsleiter für die Master-Studiengänge in der Betriebswirtschaftslehre zuständig.
Er war in mehreren Gründungsprojekten aktiv tätig und war auch bei einem Börsengang eines Biotechnologie-Unternehmens beteiligt.
Er ist Autor der Bücher Design Thinking für Dummies, Management-Handbuch Innovation, Praxishandbuch Design Thinking sowie Praxishandbuch Innovationscontrolling.